# Терентьева, Ирина Игоревна
Ирина Игоревна Терентьева (лит. Irina Terentjeva; род. 30 июня 1984, Снечкус, Игналинский район) — бывшая литовская лыжница, участница трёх Олимпийских игр (2002, 2006, 2010) и четырёх чемпионатов мира, многократная чемпионка Литвы.

## Карьера
Ирина Терентьева завоевала бронзовую медаль на чемпионате мира среди юниоров в Шонахе в 2002 году в индивидуальной гонке 5 км свободным стилем. Это первая медаль в литовском лыжном спорте, завоеванная на чемпионате мира в свободной Литве.
На чемпионате мира до 23 лет в Тарвисио в 2007 году в индивидуальной гонке 10 км свободным стилем лучший результат Терентьевой 7 место.
Лучший результат Терентьевой на зимней универсиаде-4 место в индивидуальной гонке 15 км свободным стилем в Прагелато в 2007 году.
В Кубке мира Терентьева дебютировала в 2002 году, в ноябре 2005 года единственный раз в карьере попала в тридцатку лучших на этапе Кубка мира. Лучшим достижением Терентьевой в общем итоговом зачёте Кубка мира является 111-е место в сезоне 2005/06.
На Олимпиаде-2002 в Солт-Лейк-Сити стартовала в трёх гонках: спринт - 48-е место, масс-старт на 15 км свободным стилем - 48-е место и гонка преследования 5+5 км - 63-е место после первой части гонки.
На Олимпиаде-2006 в Турине была 37-й в спринте, 53-й в скиатлоне 7,5+7,5 км, так же стартовала в масс-старте на 30 км свободным стилем, но сошла с дистанции
На Олимпиаде-2010 в Ванкувере заняла 49-е место в спринте и 63-е в гонке на 10 км свободным стилем. Была знаменосцем сборной Литвы на церемонии открытия Олимпиады.
За свою карьеру принимала участие в четырёх чемпионатах мира, лучший результат 27-е место в спринте на чемпионате мира 2003 года.
Использовала лыжи и ботинки производства фирмы Fischer.